# Hansle Parchment
Hansle George Parchment (Saint Thomas, 17 giugno 1990) è un ostacolista giamaicano, campione olimpico dei 110 metri ostacoli a Tokyo 2020.
Oltre al titolo olimpico di Tokyo 2020 vanta anche due argenti mondiali (a Pechino 2015 ed a Budapest 2023) e un bronzo olimpico a Londra 2012. È stato inoltre il primatista giamaicano della specialità dal 2012 al 2017, quando è stato battuto da Omar McLeod.

## Palmarès
| Anno | Manifestazione          | Sede       | Evento   | Risultato  | Prestazione | Note                                     |
| ---- | ----------------------- | ---------- | -------- | ---------- | ----------- | ---------------------------------------- |
| 2007 | Mondiali U18            | Ostrava    | 110 m hs | Semifinale | 14"13       |                                          |
| 2010 | Giochi CAC              | Mayagüez   | 110 m hs | 5º         | 13"97       |                                          |
| 2010 | Giochi del Commonwealth | Delhi      | 110 m hs | 5º         | 13"71       |                                          |
| 2011 | Campionati CAC          | Mayagüez   | 110 m hs | Finale     | dq          |                                          |
| 2011 | Campionati CAC          | Mayagüez   | 4×100 m  | Oro        | 38"81       |                                          |
| 2011 | Universiadi             | Shenzhen   | 110 m hs | Oro        | 13"24       | Miglior prestazione personale            |
| 2012 | Giochi olimpici         | Londra     | 110 m hs | Bronzo     | 13"12       | Record nazionale                         |
| 2013 | Mondiali                | Mosca      | 110 m hs | Semifinale | dnf         |                                          |
| 2015 | Mondiali                | Pechino    | 110 m hs | Argento    | 13"03       | Miglior prestazione personale stagionale |
| 2017 | Mondiali                | Londra     | 110 m hs | 8º         | 13"37       |                                          |
| 2018 | Giochi del Commonwealth | Gold Coast | 110 m hs | Argento    | 13"22       |                                          |
| 2018 | Campionati NACAC        | Toronto    | 110 m hs | Oro        | 13"28       |                                          |
| 2021 | Giochi olimpici         | Tokyo      | 110 m hs | Oro        | 13"04       | Miglior prestazione personale stagionale |
| 2022 | Mondiali                | Eugene     | 110 m hs | Finale     | dns         |                                          |
| 2022 | Giochi del Commonwealth | Birmingham | 110 m hs | Finale     | dns         |                                          |
| 2023 | Mondiali                | Budapest   | 110 m hs | Argento    | 13"07       | Miglior prestazione personale stagionale |
| 2024 | Giochi olimpici         | Parigi     | 110 m hs | 7°         | 13"39       |                                          |

## Altre competizioni internazionali
2023
- Vincitore della Diamond League nella specialità dei 110 m hs